# 船引まゆみ
船引 まゆみ（ふなびき まゆみ、1978年10月9日 - ）は、北海道出身の元バスケットボール選手である。ポジションはガードフォワード。富士通レッドウェーブに所属していた。174cm、58kg。同じく富士通に所属していた船引かおりは実姉である。

## 人物
札幌山の手高校から愛知学泉大学に進学。インカレ5連覇を経験し、1999年のユニバーシアードに姉妹揃って出場。
2001年、姉が所属する富士通に入社。1年目より15試合中14試合にスタメン出場し、Wリーグ昇格の原動力となる一方でユニバーシアード2大会連続出場も果たした。
2007年のオールジャパンでは大会ベスト5に選ばれた。2008年北京五輪世界最終予選の日本代表に選出された。
2011年引退。
現在は母校の札幌山の手高の家庭科教員、同校女子バスケットボール部のコーチをつとめながら、クラブチームのアカシヤクラブに所属。教え子には後に富士通の後輩となる長岡萌映子がいる。
2013年4月4日、レバンガ北海道の野口大介と入籍。
2018年3月18日に行われたレバンガ北海道 vs 富山グラウジーズ戦でHBCラジオの解説を務めた。

## 経歴
- 西岡中学校 - 札幌山の手高校 - 愛知学泉大 - 富士通（2001年〜2011年）

## 日本代表歴
- 1999ユニバーシアード
- 2001ユニバーシアード
- 2008北京五輪世界最終予選